# Andrzej Maria Deskur
Andrzej Maria Deskur, poljski rimskokatoliški duhovnik, škof in kardinal, * 29. februar 1924, Sancygniów, † 3. september 2011, Vatikan.

## Življenjepis
20. avgusta 1950 je prejel duhovniško posvečenje.
Leta 1970 je bil imenovan za tajnika Papeškega sveta za družbeno komunikacijo in septembra 1973 je postal predsednik sveta.
17. junija 1974 je postal naslovnega škofa Thenae; 30. junija istega leta je prejel škofovsko posvečenje.
15. februarja 1980 je bil imenovan za naslovnega nadškofa Thenae in za predsednika Papeškega sveta za družbeno komunikacijo; s tega položaja se je upokojil 8. aprila 1984.
25. maja 1985 je bil povzdignjen v kardinala in imenovan za kardinal-duhovnika S. Cesareo in Palatio; 29. januarja 1996 je bil za sledeči položaj povišan v kardinal-duhovnika.